# Epeli Nailatikau
Ratu Epeli Nailatikau, né le 5 juillet 1941, est un homme d'État, médecin et ancien militaire et diplomate fidjien. Il est président de la république des Fidji du 5 novembre 2009 au 12 novembre 2015.

## Biographie

### Militaire puis diplomate
Formé en Nouvelle-Zélande, Epeli Nailatikau est d'abord officier (médecin militaire) dans la New Zealand Defence Force. Il est déployé au combat avec les forces néo-zélandaises en aide à la Malaisie durant la Konfrontasi, l'agression indonésienne contre la Malaisie durant les années 1960. Il intègre ensuite les Forces militaires royales fidjiennes (RFMF). Officier médical en chef de la Force intérimaire des Nations unies au Liban, il atteint le grade de brigadier-général, et est le commandant des RFMF de 1982 à 1987, succédant au général de brigade Ian Thorpe. Il quitte l'armée en réaction aux coups d'État militaires de 1987 aux Fidji, et intègre le service diplomatique après une formation de diplomate à l'université d'Oxford. De 1988 à 1996, il est le haut commissaire (ambassadeur) des Fidji au Royaume-Uni, accrédité conjointement à l'Allemagne, au Danemark, à l'Égypte, à Israël et au Saint-Siège. De retour aux Fidji, il s'établit comme médecin libéral,,,.

### Carrière politique
Il s'oppose fortement au coup d'État ethno-nationaliste de l'an 2000, et apporte son aide psychologique professionnelle aux ministres et députés du gouvernement déchu de Mahendra Chaudhry après leur libération. Il accepte néanmoins, étant une figure consensuelle, les postes de vice-Premier ministre et de ministre des Affaires autochtones dans le gouvernement par intérim que mène Laisenia Qarase de 2000 à 2001. Il est élu président de la Chambre des représentants pour la législature 2001-2006. En septembre 2004, il est nommé membre du Sénat sur proposition de l'opposition travailliste, après la mort du sénateur travailliste Joeli Kalou,,.
À la suite du coup d’État militaire de décembre 2006, il est nommé ministre des Affaires étrangères et du Commerce extérieur le 8 janvier 2007. Le 5 octobre 2008, il est transféré au poste de ministre du Développement des provinces et des Affaires multi-ethniques, et devint également, quelques jours plus tard, président du Grand Conseil des Chefs.
Le 17 avril 2009, il est nommé vice-président de la République par le gouvernement militaire de l'amiral Bainimarama. Le poste de était vacant depuis le coup d’État le 5 décembre 2006 ; Ratu Joni Madraiwiwi avait occupé le poste jusqu'à cette date,.
Le 28 juillet 2009, le président Iloilo annonce qu'il prend sa retraite le 30, soit deux jours plus tard. Ratu Nailatikau le remplace comme président par intérim et il est investi président de la République le 5 novembre. Il est reconduit (par décret exécutif du gouvernement militaire) pour un nouveau mandat de trois ans le 12 novembre 2012.
En août 2015, il participe à une campagne de l'Organisation des Nations unies contre les violences et discriminations qui affectent les personnes homosexuelles ou transgenre dans les pays du Pacifique. Rappelant que le gouvernement du Premier ministre Voreqe Bainimarama a légalisé les relations homosexuelles en 2010 puis fait adopter en 2013 une protection constitutionnelle contre les discriminations affectant les personnes homosexuelles, il affirme, dans une vidéo diffusée par les Nations unies à travers la région : « Les lois ne suffisent pas. Je demande à tout le monde dans le Pacifique d'agir en faveur de l'égalité. Ensemble nous pouvons mettre fin au harcèlement, aux violences et autres formes de discrimination qui frappent les personnes simplement à cause de qui elles sont, ou de qui elles aiment ». Il est soutenu par le vice-Premier ministre, Aiyaz Sayed-Khaiyum, et par Jeremaia Waqainabete, surintendant de l'Église méthodiste des Fidji, principale Église chrétienne du pays,.
Candidat de la majorité parlementaire, il est élu président du Parlement le 11 février 2019, par trente voix contre vingt-et-une pour la candidate d'une partie de l'opposition, Tanya Waqanika. Il est soutenu également par les chefs des deux partis d'opposition, Sitiveni Rabuka et Biman Prasad.

## Ascendance royale
Fils de Ratu Sir Edward Cakobau, chef tribal et homme d'État fidjien, Ratu Epeli Nailatikau est de ce fait le petit-fils de Siaosi Tupou II, roi des Tonga (1893-1918) et le cousin de Siaosi Tupou V et Tupou VI. Par sa grand-mère, Adi Litia Cakobau, il est également l'arrière-arrière-petit-fils de Seru Epenisa Cakobau, roi des Fidji (1852-1874), unificateur du pays et initiateur d'une monarchie constitutionnelle.
Par le roi Cakobau, Ratu Epeli Nailatikau est également cousin de Ratu Sir George Cakobau, gouverneur général des Fidji (1973-1983) ainsi que de Ratu Sir Kamisese Mara, Premier ministre (1967-1992) puis président de la République (1993-2000) dont il a épousé la fille, Adi Koila Mara, diplomate et sénatrice.